# Degradacija tal
Degradacija tal je degenerativen, nepovraten proces, ki ga pogosto povzroči človek ali njegove dejavnosti. Tla v procesu degradacije izgubljajo sposobnost izvajanja za življenje bistvenih funkcij. To ima za posledico izginotje življenja ali izgubo plodnosti.  Vzroki za izgubo plodnosti ali življenja so lahko mehanski, kemični] ali biološki. Ker obnovitev degradiranih tal zahteva zelo veliko časa, spada degradacija tal v praksi med nepovratne pojave poslabšanja kakovosti tal.
Degradacijo tal lahko povzročijo:
- erozija tal,
- zmanjševanje vsebnosti organskih snovi,
- onesnaženje tal,
- izguba tal zaradi pozidave,
- zbitost tal,
- zmanjševanje biotske raznovrstnosti,
- poplave in plazovi
- ter zaslanjevanje.

Vpliv degradacije tal je tudi na majhnih površinah poguben, kot posledica pa se dezertifikacija tal lahko pojavi na primer v sredozemlju ali tropskem okolju.
Alarmantno je, da neprimerno ravnanje z zemljišči vodi do izgube tal že v nekaj sezonah, medtem ko so za nastanek ravnovesja v zgornjih plasteh tal potrebna tisočletja. Zastrašujoče je dejstvo, da na primer vpliv gradnje avtocest na najbolj plodnih tleh uniči naravno bogastvo rodovitne zemlje za vedno.
Bogastvo obdelovalnih površin, ki so na voljo človeštvu, je v zadnjih dvajsetih letih dvajsetega stoletja doseglo svoj zgodovinski maksimum, to je okrog 1,5 miljarde hektarjev zemlje. Vse to povečanje obdelovalne zemlje je šlo na račun krčenja gozdov in savan.

## Razširjenost
Degradacija tal je globalni problem in ni fenomen novega veka (Platonov Kritias), čeprav pridobiva v zadnjih desetletjih vedno večje razsežnosti.
Že leta 1997 je 15 % zemeljskega površja antropogeno povzročene degradacijske pojave (površina večja kot ZDA in Mehika skupaj), od tega je bil 1 % že tako uničen, da je bila regeneracija tal onemogočena. Površina tal z degradacijskimi pojavi se veča, v letu 2008 je znašala že 24 %. Dandanes letno izgubimo približno 24 milijard ton površinskih tal, to odgovarja približno površini Švice.
Celine so problemu degradacije tal različno podvržene. Najbolj intenzivni pojavi degradacije so v Aziji, kjer je že 39 % tal degradiranih.